# コロサイ

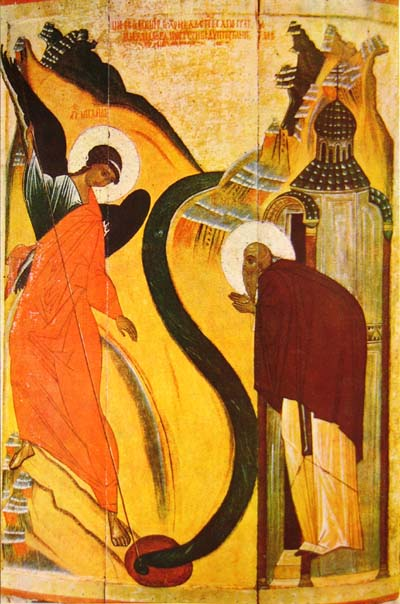
コロサイでのミカエルの奇跡（15世紀ロシアのイコン）

コロサイは小アジアの南西フリギアの町である。リュコス川がメアンデル川に合流する所から南東約60kmの地点にあった。
ヘロドトスやクセノフォンによると、コロサイはエペソから東方に向かう主要道路に面していることと、毛織物の産地であったことで栄えたことを述べている。
新約時代はローマ帝国にとってそれほど重要な町ではなかったが、コロサイにはエパフラスによって設立された教会があった。これをフィレモンの家の教会と同一であるとする見方もある